# Donne e magia con satanasso in compagnia
Donne e magia con satanasso in compagnia è un film del 1973 diretto da Roberto Bianchi Montero.

## Trama
È una storia divisa in sette episodi:
1) Buffalmacco ordisce una beffa ai danni di ser Cecco, per possedergli la moglie.
2) Concettina si innamora di Astolfo, e si rivolge ad un mago per farlo innamorare.
3) Un sacerdote di Satana si accoppia con la ragazza di cui dovrebbe celebrare il matrimonio.
4) Un impiegato scopre di essere assunto a causa del fatto che sua moglie ha una tresca col suo capo.
5) Un sacerdote degli antichi sassoni assiste all'accoppiamento di due giovani.
6) Una donna con il marito impotente si accoppia con il mago che lo cura.
7) Un giovane tenta di sedurre una maga.